# Оман на Светском првенству у атлетици на отвореном 2022.
Оман је учествовао на 18. Светском првенству у атлетици на отвореном 2022. одржаном у Јуџину  од 15. до 25. јула шеснаести пут. Репрезентацију Омана представљао је један атлетичар који се такмичио у скоку удаљ. , .
На овом првенству такмичар Омана није освојио ниједну медаљу нити је остварио неки резултат.

## Учесници
Мушкарци:
- Салим Салех Мус Ал Јараби — Скок удаљ

## Резултати

### Мушкарци
| Атлетичар                 | Дисциплина | Лични рекорд | Квалификације | Квалификације | Полуфинале | Полуфинале | Финале               | Финале       | Детаљи |
| Атлетичар                 | Дисциплина | Лични рекорд | Резултат      | Место         | Резултат   | Место      | Резултат             | Место        | Детаљи |
| ------------------------- | ---------- | ------------ | ------------- | ------------- | ---------- | ---------- | -------------------- | ------------ | ------ |
| Салим Салех Мус Ал Јараби | кок удаљ   | 7,58         | 7,43          | 15. гр. А     |            |            | Није се квалификовао | 28 / 29 (32) |        |